# Yoann Poulard
Yoann Poulard (Saint-Nazaire, 1º luglio 1976) è un ex calciatore francese, di ruolo difensore.